# Pang brothers
The Pang Brothers är tvillingbröderna Danny Pang Fat och Oxide Pang Chun, födda 1965 i Hongkong, och båda filmregissörer. Bland deras största framgångar märks skräckfilmen The Eye, vilken fått två uppföljare och även gjorts i en Hollywood-version och en Bollywood-version. Bröderna har till stor del arbetat i Hongkong, men de har också arbetar mycket inom den thailändska filmindustrin där de också gjorde sin debutfilm som ett filmpar Bangkok Dangerous.

## Filmografi

### Pang Brothers
- Bangkok Dangerous (1999)
- The Eye (2002)
- Sung horn (Omen) (2003)
- The Eye 2 (2004)
- The Eye 10 (2005)
- Re-cycle (2006)
- The Messengers (2007)
- Bangkok Dangerous (remake, 2008)
- The Storm Warriors (2009)
- The Child's Eye (2010)

### Oxide Pang

#### Som regissör
- Who Is Running? (1997)
- Bangkok Haunted (2001)
- One Take Only (Som and Bank: Bangkok for Sale) (2003)
- The Tesseract (2003)
- Ab-normal Beauty (2004)
- Diary (2006)
- The Detective (2007)

### Danny Pang

#### Som regissör
- 1+1=0 (Nothing to Lose) (2002)
- Leave Me Alone (2004)
- Forest of Death (2006)
- In Love with the Dead (2007)

#### Som redigerare
- The Storm Riders (1998)
- Infernal Affairs (2002)
- Infernal Affairs II (2003)
- Infernal Affairs III (2003)
- The Park (2003)
- Sung horn (Omen) (2003)
- The Eye 2 (2004)
- Bar Paradise (2005)
- The Messengers (2007)